# Ровињ
Ровињ (итал. Rovigno) је град у Хрватској, у Истарској жупанији. Према попису из 2021. у граду је живело 12.968 становника, а у самом насељу је живело 11.629 становника.

## Положај
Град Ровињ налази се на 45° 04' сјеверне географске ширине и 13° 38' источне географске дужине. Налази се на западној обали Истре. Ровињска регија има површину од 80 .

## Природна основа

### Клима
Ровињ се налази у подручју медитеранске климе. Средња годишња температура износи 16 °C. У јануару просечна температура износи 4,8 °C, а у јулу 22,3 °C. Средња годишња температура мора износи 16,6 °C.
Годишња количина падавина износи 940 mm талога, а годишњи просек влажности ваздуха износи 72%. Ровињ годишње у просјеку има 2.393,3 сунчаних сати годишње.

## Рељеф
Ровињ се налази на подручју Црвене Истре, односно црвеног тла — црвенице. У ровињском архипелагу налази се 22 острва или острвца од којих су Св. Андрија и Св. Катарина највећи. На северу ровињштине, Ровињ граничи са општином Врсар са којом дели Лимски канал.

## Историја
Археолошки налази показују да је околина Ровиња била настањена у праисторији — бронзаном и гвозденом добу, када Истру насељава илирско племе Хистра који су трговали са Грцима и Етрушћанима. Најновији археолошки налази указују да је острву, које је од 1763. полуострво и на ком је смештен данашњи Ровињ, насељено од прелаза из 2. у 1. миленијум п. н. е.
Прво помињање Ровиња као Castrum Rubini налази се у делу Cosmographia из 7. века. У делу је наведено мноштво географских података који се односе на 5. век па је ровињски хроничар Бернардо Бенуси закључио да је Ровињ настао у периоду од 3. до 5. века. Након владавине Римског царства, а пред навалама Визигота, Хуна и Гота, стари Романи су, у потрази за сигурношћу, населили острва Монс Албанус, Св. Катерину, Св. Андрију и Цису. Острво Циса се први пут помиње по Плинију Старијем, а наводно је потонуло за време великих потреса у другој половини 8. века. Castrum Rubini који је лоциран на месту данашње цркве Св. Еуфемије, постаје Руињо, Ругинио, Рувигно и преживљава разорне нападе са копна и мора: Словена (Домагој, 876. године), Неретљана (865. и 887. године) и Сарацена (819. и 842). Након византинске власти Ровињ је најприје био под влашћу Лонгобарда, а потом под франачком владавином. У феудалној Истри Ровињ је изгубио већи део аутономије старих римских муниципија, међутим као важан град, о чему говори чињеница да као каструм учествује 804. године на Рижанској скупштини, успева се изборити за одређене олакшице.
Од 10. до 12. века са успехом се одупирао притиску Венеције и стекао аутономни статус са скупштином грађана и Великим већем. Доласком под Венецију 1283. године градска самоуправа је изгубила своје демократско обележје. Град је изложен честим нападима са мора — 1597. напало га је и опљачкало 17 ускочких бродова са око 500 ускока. У 17. и 18. веку Ровињ је развијен поморски град. Након пада Венеције 1797. године грађани су сами преузели управу града и задржали је за време аустријске (1797—1805) и француске администрације (1805—1813). Све до друге половине 19. века Ровињ је био највећа лука на западној обали Истре. Године 1918. окупирала га је италијанска војска, а 1920. Рапалским уговором припао је Краљевини Италији и био укључен у италијанску покрајину Венеција Ђиулија (Јулијска крајина). Након италијанске капитулације 1943, град долази под немачку окупацију. Ипак, исте године у Пазину покрајински Народноослободилачки одбор за Истру, проглашава припојење Истре матици Југославији, што је после рата потврђено 1947. године Париским мировним уговорима.
У шездесетим, седамдесетим и осамдесетим годинама двадесетог века Ровињ је био стециште многих Београђана, а посебно глумаца, писаца и сликара. У њему су повремено боравили и радили између осталих Борислав Михајловић Михиз, Антоније Исаковић, Мића Поповић, Оља Ивањицки и Милан Циле Маринковић. У Међународном омладинском центру на Шкараби су свирали тада познати југословенски рок састави, између осталих и београдске Силуете.

## Демографија
Данашњи Град Ровињ настао је на делу територије некадашње Општине Ровињ. Кретање броја становника Града Ровиња дато је у таблици испод.
| Националност   | 2001.  | 1991.  | 1981.  | 1971. | 1961. | 1953. | 1948. | 1931.  | 1921.  | 1910.  | 1900.  | 1890.  | 1880.  | 1869.  | 1857. |
| бр. становника | 14.234 | 13.559 | 11.861 | 9.464 | 7.818 | 6.374 | 8.589 | 11.069 | 10.863 | 13.160 | 11.042 | 10.354 | 10.100 | 10.063 | 9.891 |

Број становника самог насеља Ровињ дат је у таблици испод.
| Националност   | 2001.  | 1991.  | 1981.  | 1971. | 1961. | 1953. | 1948. | 1931.  | 1921.  | 1910.  | 1900.  | 1890. | 1880. | 1869. | 1857. |
| бр. становника | 13.467 | 12.910 | 11.271 | 8.871 | 7.155 | 5.712 | 7.863 | 10.170 | 10.022 | 12.323 | 10.302 | 9.662 | 9.522 | 9.564 | 9.401 |

Према попису становништва из 2001. године у Граду Ровињу живјело је 14.234 становника. Хрвати су чинили већину становништва (66%). Италијани су са 1.628 становника (11,44%) чинили другу најбројнију заједницу на подручју Града. По бројности, Италијане су следили Срби с 3,5%, Албанци с 2,4% и Бошњаци с 1,8%.
По попису из 1991. године у Општини Ровињ је живело 2.169 (10,91%) Италијана.

## Попис 1991.
На попису становништва 1991. године, насељено место Ровињ је имало 12.910 становника, следећег националног састава:
| \| Попис 1991. \| Попис 1991. \| Попис 1991. \| Попис 1991. \| Попис 1991. \| \| -------------- \| ------------ \| ----------- \| ----------- \| ----------- \| \| \| \| \| \| \| \| Хрвати \| Хрвати \| \| 7.136 \| 55,27% \| \| Италијани \| Италијани \| \| 1.761 \| 13,64% \| \| Срби \| Срби \| \| 698 \| 5,40% \| \| Југословени \| Југословени \| \| 371 \| 2,87% \| \| Муслимани \| Муслимани \| \| 244 \| 1,89% \| \| Албанци \| Албанци \| \| 208 \| 1,61% \| \| Словенци \| Словенци \| \| 140 \| 1,08% \| \| Мађари \| Мађари \| \| 113 \| 0,87% \| \| Црногорци \| Црногорци \| \| 42 \| 0,32% \| \| Македонци \| Македонци \| \| 29 \| 0,22% \| \| Словаци \| Словаци \| \| 25 \| 0,19% \| \| Немци \| Немци \| \| 16 \| 0,12% \| \| Румуни \| Румуни \| \| 15 \| 0,11% \| \| Чеси \| Чеси \| \| 12 \| 0,09% \| \| Турци \| Турци \| \| 6 \| 0,04% \| \| Аустријанци \| Аустријанци \| \| 5 \| 0,03% \| \| Руси \| Руси \| \| 5 \| 0,03% \| \| Пољаци \| Пољаци \| \| 3 \| 0,02% \| \| Роми \| Роми \| \| 2 \| 0,01% \| \| Украјинци \| Украјинци \| \| 2 \| 0,01% \| \| Бугари \| Бугари \| \| 1 \| 0,00% \| \| Грци \| Грци \| \| 1 \| 0,00% \| \| Јевреји \| Јевреји \| \| 1 \| 0,00% \| \| остали \| остали \| \| 17 \| 0,13% \| \| неопредељени \| неопредељени \| \| 512 \| 3,96% \| \| регион. опр. \| регион. опр. \| \| 1.335 \| 10,34% \| \| непознато \| непознато \| \| 210 \| 1,62% \| \| укупно: 12.910 \| \| \| \| \| |              |  |       |        |
| Попис 1991. |              |  |       |        |
| |              |  |       |        |
| Хрвати | Хрвати       |  | 7.136 | 55,27% |
| Италијани | Италијани    |  | 1.761 | 13,64% |
| Срби | Срби         |  | 698   | 5,40%  |
| Југословени | Југословени  |  | 371   | 2,87%  |
| Муслимани | Муслимани    |  | 244   | 1,89%  |
| Албанци | Албанци      |  | 208   | 1,61%  |
| Словенци | Словенци     |  | 140   | 1,08%  |
| Мађари | Мађари       |  | 113   | 0,87%  |
| Црногорци | Црногорци    |  | 42    | 0,32%  |
| Македонци | Македонци    |  | 29    | 0,22%  |
| Словаци | Словаци      |  | 25    | 0,19%  |
| Немци | Немци        |  | 16    | 0,12%  |
| Румуни | Румуни       |  | 15    | 0,11%  |
| Чеси | Чеси         |  | 12    | 0,09%  |
| Турци | Турци        |  | 6     | 0,04%  |
| Аустријанци | Аустријанци  |  | 5     | 0,03%  |
| Руси | Руси         |  | 5     | 0,03%  |
| Пољаци | Пољаци       |  | 3     | 0,02%  |
| Роми | Роми         |  | 2     | 0,01%  |
| Украјинци | Украјинци    |  | 2     | 0,01%  |
| Бугари | Бугари       |  | 1     | 0,00%  |
| Грци | Грци         |  | 1     | 0,00%  |
| Јевреји | Јевреји      |  | 1     | 0,00%  |
| остали | остали       |  | 17    | 0,13%  |
| неопредељени | неопредељени |  | 512   | 3,96%  |
| регион. опр. | регион. опр. |  | 1.335 | 10,34% |
| непознато | непознато    |  | 210   | 1,62%  |
| укупно: 12.910 |              |  |       |        |

## Политика
У Ровињу је на власти Истарски демократски сабор на челу са градоначелником Ђованијем Спонзом. Градско вијеће Града Ровиња чини 19 посланика.

## Економија
Туризам и индустрија чине највеће изворе прихода града Ровиња. Од индустрије важно је напоменути Творницу духана Ровињ и Истраграфику, које су преселиле погоне у Канфанар, Мирну — фабрику рибљих конзерви и остале мање фабрике као Обрада — металопрерађивачка фабрика и фабрика безалкохолних пића.

### Туризам
Према подацима Туристичке заједнице Истарске жупаније, Пореч и Ровињ су по броју остварених ноћења, водеће туристичке дестинације. Удео Ровиња у укупном броју ноћења Истарске жупаније у 2005. години износи 14,2%, а Пореча 14,4%. Најбројнији гости града Ровиња су Немци, Италијани, Аустријанци и Холанђани. На подручју града Ровиња налазе се 10 хотела. Такође на подручју града налазе се још кампови, хотелска насеља и хотелско-апартманска насеља. Највећи камп у Ровињу је Валалта тип натуристичког насеља, који је уједно и међу највећим и најбољим у Хрватској.

## Партнерски градови
- Леонберг
- Камајоре
- Адрија
- Пезаро